# Überschwemmung
Als Überschwemmung bezeichnet man einen Zustand, bei dem eine normalerweise trockenliegende Bodenfläche vollständig von Wasser bedeckt ist. Flutkatastrophen waren neben besonders starken Erdbeben bislang die für Menschen folgenreichsten Naturkatastrophen.

## Ursachen von Überschwemmungen
Überschwemmungen sind meistens Naturereignisse:

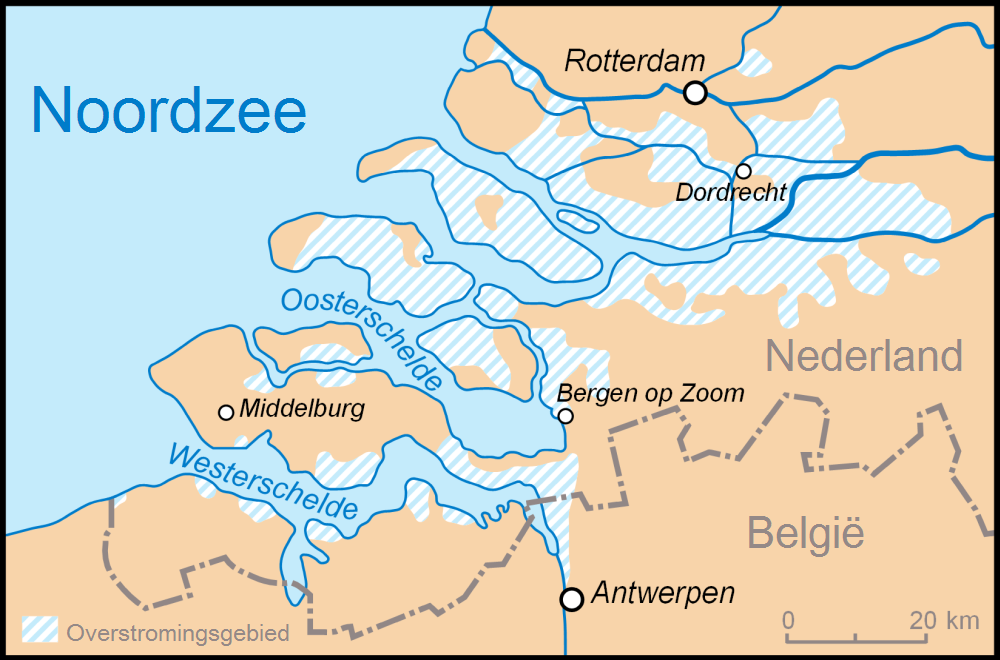
Bei der Flutkatastrophe von 1953 überschwemmte Gebiete im Mündungsdelta von Maas, Rhein und Schelde

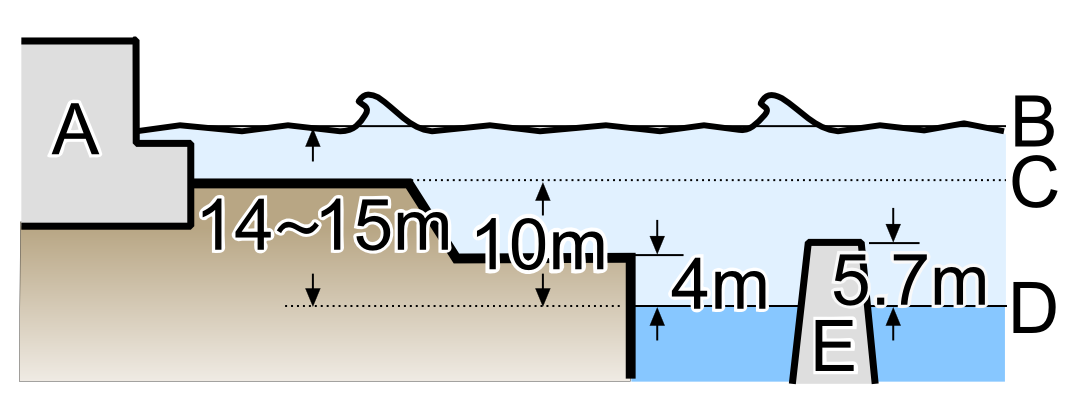
Überflutung des Atomkraftwerks Fukushima durch einen Tsunami am 11. März 2011

- Sturmfluten schieben Meerwasser über Flussmündungen dort, wo es keine Sperrwerke gibt, tief ins Binnenland hinein sowie über Deiche an der Küste und an küstennahen Flussabschnitten hinweg oder bewirken Deichbrüche; Tsunamis können auch hoch gelegene, nicht durch Deiche geschützte Küstenabschnitte überfluten;

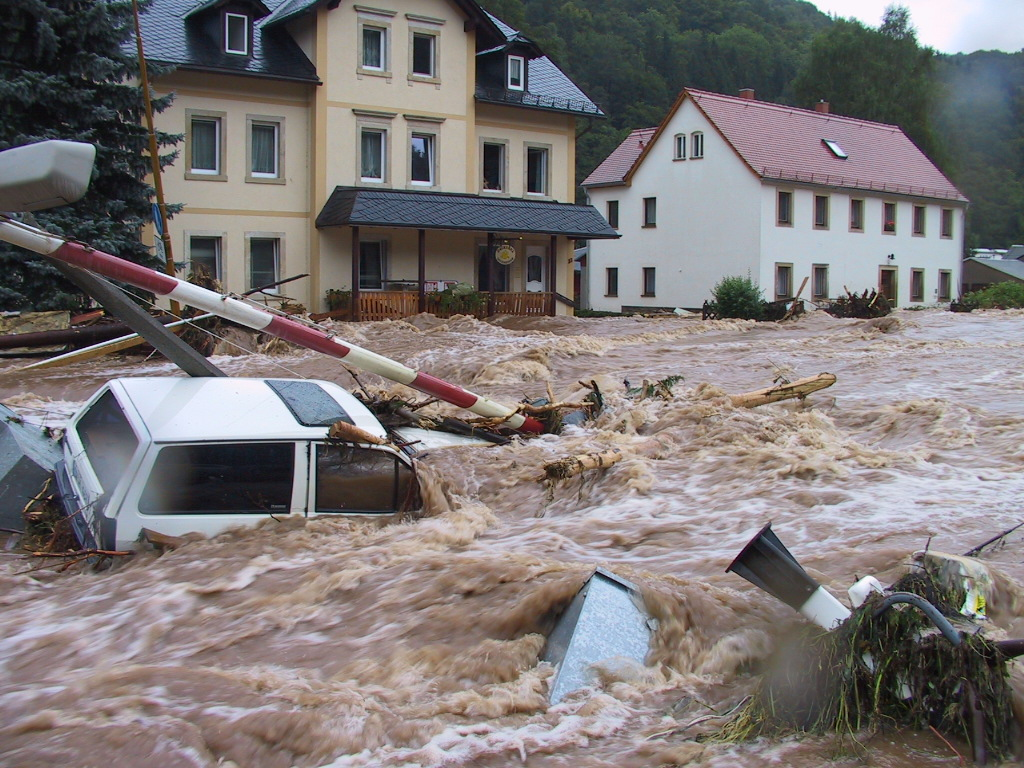
Müglitz in Schlottwitz am 13. August 2002 während des Elbehochwassers

- Binnengewässer treten bei Hochwasser über die Ufer, wenn das Wasser nicht zügig genug „nach unten“ fließt (als Oberflächenwasser talwärts bzw. auf nicht versiegelten Böden ins Grundwasser versickernd). Das Hochwasser kann durch ergiebige Niederschläge, aber auch durch den Bruch von Dämmen oder Staumauern infolge zu hohen Wasserdrucks entstanden sein.
- Gletscher hindern nachfließendes Wasser am Abfließen und bilden auf diese Weise einen Eisstausee.
- Sich füllende Grundwasserreservoirs führen zu steigenden Wasserständen, wenn das Grundwasser über wasserundurchlässigen Bodenschichten liegt. Es findet dann von unten oder (unterhalb der Erdoberfläche) von den Seiten her seinen Weg in tiefliegende Teile von Bauwerken. Dies betrifft vor allem Gebiete mit einem ständig hohen Grundwasserpegel.

Der mangelhafte, teils auch ausbleibende Abfluss großer Wassermassen im Binnenland und auf Inseln kann (zumindest teilweise) von Menschen ausgelöst sein:
- Die Versiegelung großer Flächen erschwert das Versickern von Oberflächenwasser, das ungehemmt in Bäche und Flüsse gelangt. Allerdings bewirkt Starkregen selbst eine Versiegelung tiefer gelegener Flächen, da er die Fähigkeit zur Aufnahme von Wasser auch in an sich nicht versiegelten Böden ab einem bestimmten Zeitpunkt unterbindet;[1]
- Die Begradigung und Einengung von Flüssen führt zu einer Erhöhung der Fließgeschwindigkeit des Wassers, das schnell tiefer gelegene Gebiete erreicht und dort auf langsamer fließendes Wasser an Engstellen aufläuft. Es gibt vor allem in Ballungsräumen zu wenige Flächen, in denen sich das Wasser ausbreiten kann. Dies führt zwangsläufig zu Hochwasser bei starkem Wasserzustrom durch heftige Niederschläge und/oder in großen Mengen nachrückendes Oberflächenwasser.

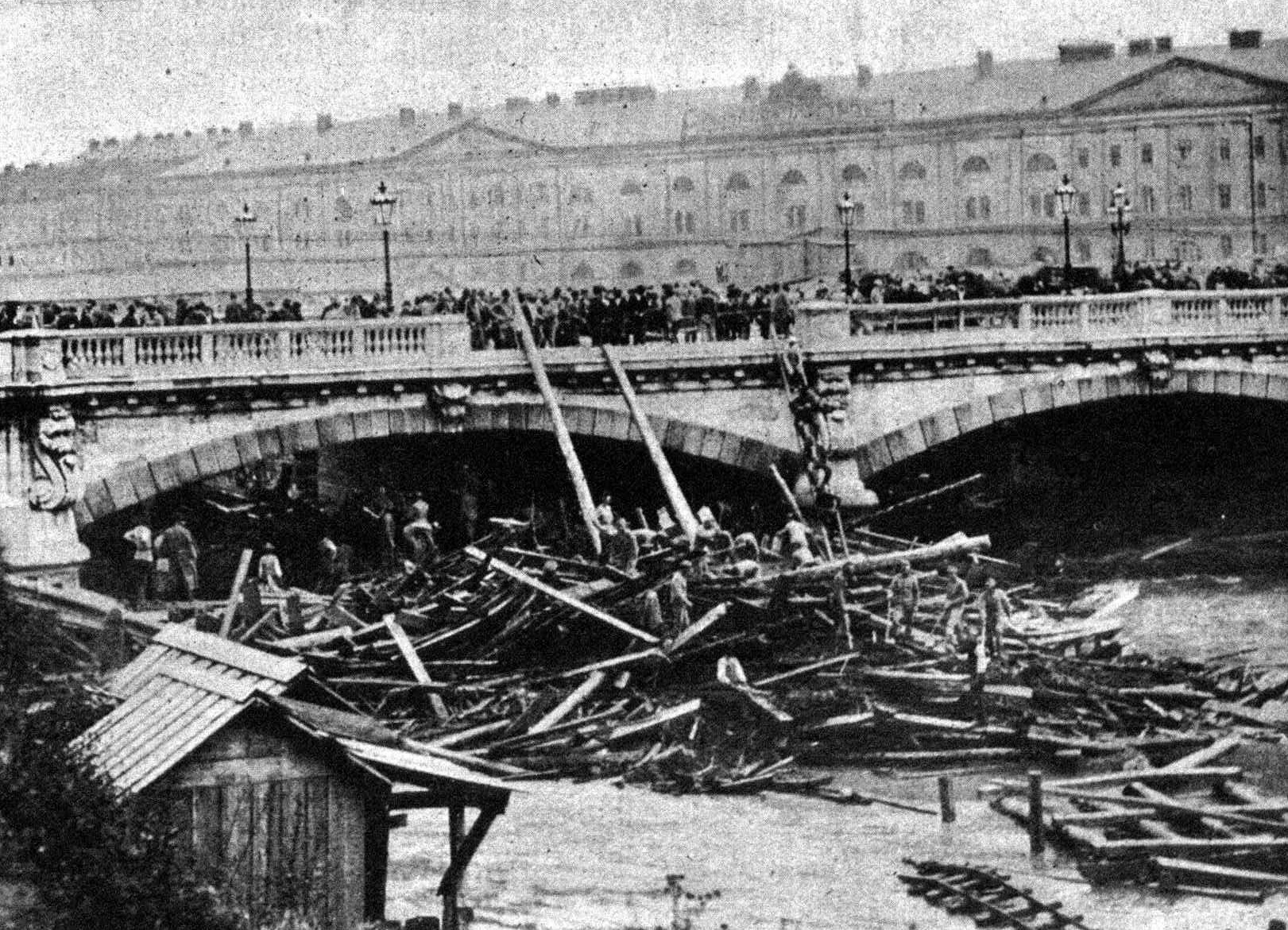
Wien, Schwarzenbergbrücke mit Hochwasser-Verklausung (1897)

- Zusammengebrochene Konstruktionen oder Treibgut können sich an Brücken, Sperrwerken, Rechen oder Überläufen, bzw. Ablässen verkanten und dadurch einen Wasserstau auslösen (Verklausung);
- Auch in großer Entfernung zu größeren Flüssen kann es zu (meist lokal begrenzten) Überschwemmungen kommen. Zumeist sorgen hier Starkregenfälle dafür, dass die Kanalisation und Entwässerungsgräben die Wassermassen nicht bewältigen können. Zur Zwischenlagerung von Wassermassen geschaffene Einrichtungen wie Regenrückhaltebecken oder geplante Überschwemmungsflächen erweisen sich oft als unterdimensioniert. In den genannten Fällen ist ein Hauptgrund für den Eintritt von Überschwemmungen, dass die Eintrittswahrscheinlichkeit und die Wirkung von Starkregenereignissen unterschätzt werden;[2]

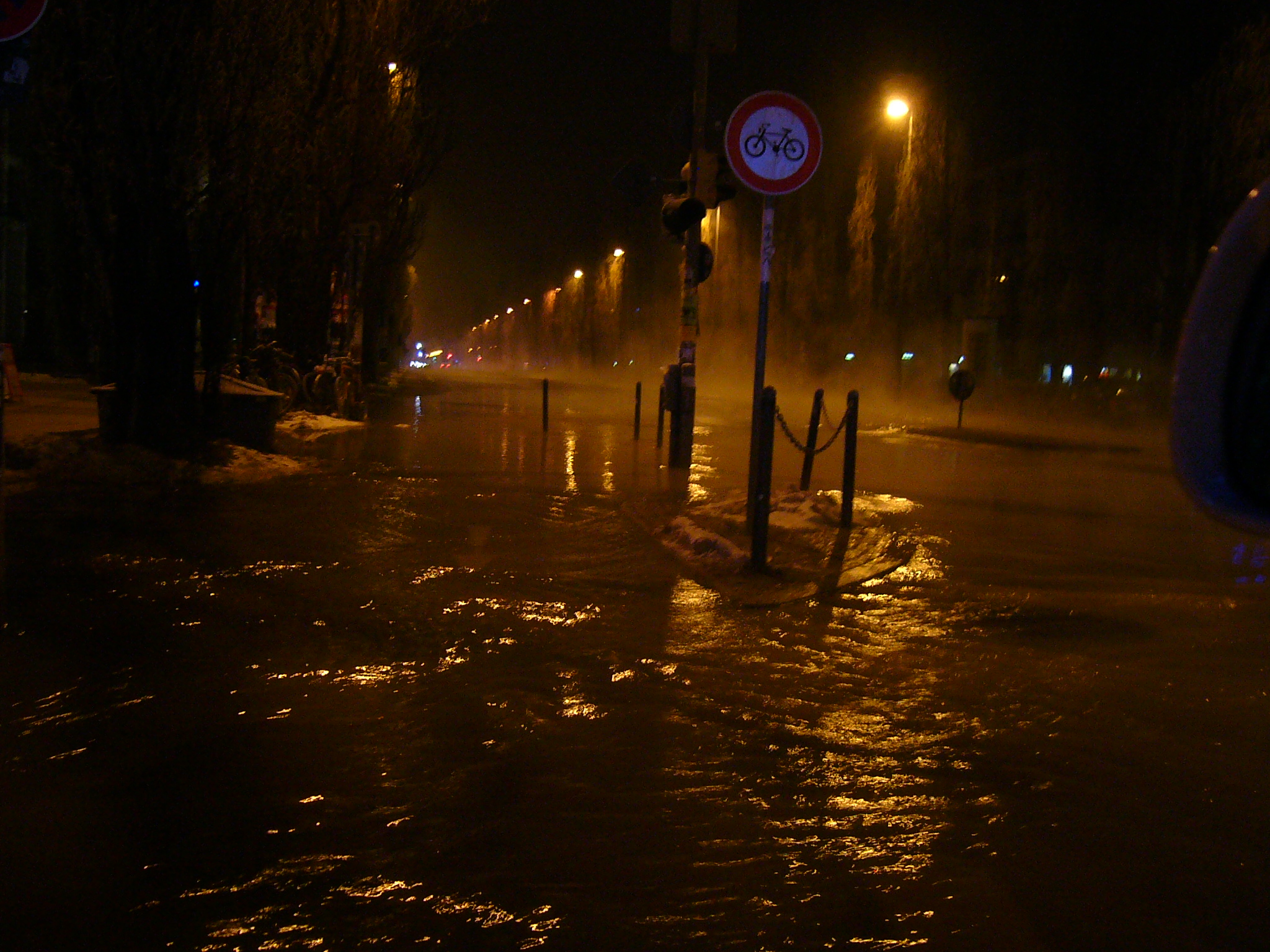
Größerer Wasserrohrbruch auf der Leopoldstraße in München am 11. Januar 2006

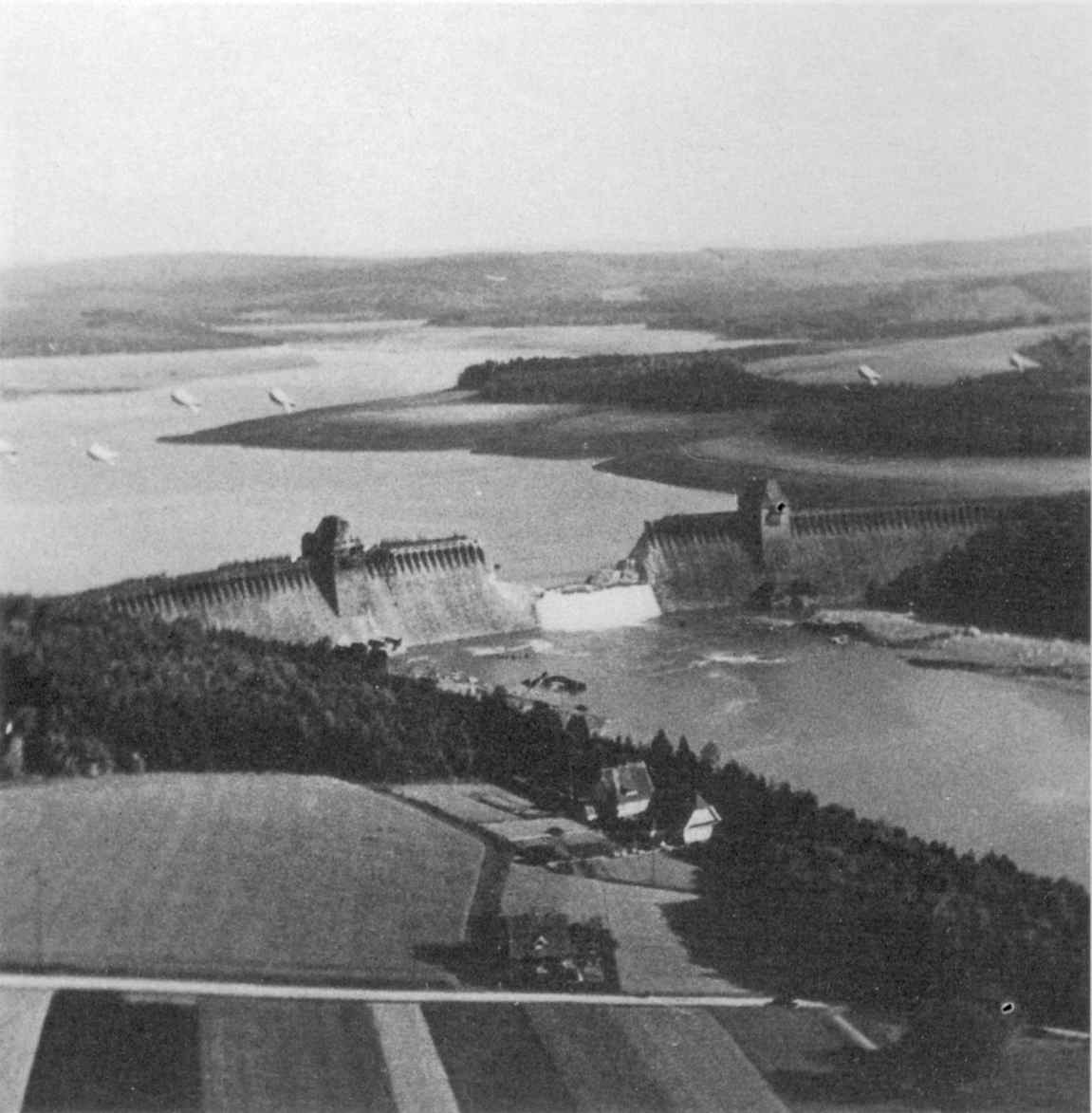
Gebrochene Staumauer der Möhnetalsperre nach einem Fliegerangriff am 16./17. Mai 1943 (Möhnekatastrophe)

- Obwohl Wasserfluten eine Naturgewalt darstellen, handelt es sich bei einer Überschwemmung dann nicht um ein „Naturereignis“, wenn sie durch einen Wasserrohrbruch ausgelöst wurde oder wenn Gebiete (insbesondere im Zusammenhang mit Kampfhandlungen) absichtlich unter Wasser gesetzt werden.

Generell stellt sich die Frage, ob Schäden durch Überschwemmungen auf bebauten Grundstücken dann „schicksalhaft“ für Geschädigte sind, wenn eine Überschwemmung durch angrenzende Gewässer oder mangelhafte Entwässerungssysteme aufgrund der Lage der Schadensfläche vorhersehbar ist. Auch müssten sich Bauherren des Risikos bewusst sein, das sie eingehen, wenn sie in einem Gebiet mit einem hohen Grundwasserspiegel Anlagen unterhalb des Erdbodens errichten.

## Schädlichkeit von Überschwemmungen
Überschwemmungen können erhebliche Wasserschäden am Eigentum von Menschen hervorrufen sowie die Gesundheit und das Leben von Menschen und Tieren gefährden. Besteht eine solche Gefahr, so sprechen Rettungskräfte von einem Wassernotstand. Zu unterscheiden sind temporäre Überschwemmungen, die durch das Ablaufen, Hochpumpen (z. B. aus Kellern) oder Abpumpen des eingedrungenen Wassers enden, von dauerhaften Überschwemmungen. Letztere drohen insbesondere tiefgelegenen Küstengebieten, weil der Meeresspiegel durch die globale Erwärmung seit 1850 steigt.
Bei einer Überschwemmung in bergigem Gelände können Schäden auch unterhalb des eigentlichen Wasserspiegels verursacht werden, indem Flächen in Hanglage unterspült werden. Der Hang kann oberhalb des Wasserspiegels abrutschen und Gebäude oder deren Inhalt (z. B. ein Auto in einer Garage) können nach unten abrutschen oder stürzen.
Nicht jede Überschwemmung ist schädlich. So gäbe es z. B. in Wüstengebieten ohne das regelmäßige Über-die-Ufer-Treten von Flüssen wie dem Nil abseits von Oasen kein fruchtbares Land für den Acker- und Gartenbau, und unter ökologischen Aspekten gelten naturbelassene Feuchtgebiete, die regelmäßig überschwemmt werden, als wertvoll.
Auch in Deutschland gibt es Kulturlandschaften, deren Bewohner ihren Wohlstand der Fruchtbarkeit ihres Landes verdanken, welche wiederum durch Sedimente zu erklären ist, die nach Überschwemmungen auf dem Boden zurückblieben. Dies trifft beispielsweise auf das Artland zu, das großenteils im Hase-Binnendelta liegt.

## Wirtschaftliche Aspekte
Der Begriff der Überschwemmung als wirtschaftlicher Schaden ist zugleich ein Rechtsbegriff, der insbesondere im Zusammenhang mit der Gebäude-, Hausrats-, Kfz-Teilkasko- und Betriebsunterbrechungsversicherung relevant ist. Besteht nach diesen Versicherungen Schutz gegen Elementarschäden, so wird dabei üblicherweise auch das Überschwemmungsrisiko abgedeckt. Zum Zwecke der Risikoabschätzung und damit der Prämienkalkulation hat der Gesamtverband der Deutschen Versicherungswirtschaft ein geographisches Informationssystem erarbeitet: Das Zonierungssystem für Überschwemmung, Rückstau und Starkregen (ZÜRS). Grundlage sind statistische Berechnungen des Softwareunternehmens IAWG (Ingenieurhydrologie, Angewandte Wasserwirtschaft und Geoinformatik) in Ottobrunn.

## Überschwemmungsgebiet
Überschwemmungsgebiete sind Gebiete, die bei Hochwasser eines oberirdischen Gewässers überschwemmt oder durchflossen werden.

## Rechtsprechung
Der Begriff der Überschwemmung, also eine „Überflutung des Grund und Bodens, auf dem das versicherte Gebäude steht (Versicherungsgrundstück)“, ist nach Ansicht des Bundesgerichtshofes aus der Sicht eines verständigen Versicherungsnehmers auszulegen. Demnach ist die „Überflutung von Grund und Boden“ dann anzunehmen, wenn sich erhebliche Wassermengen auf der Geländeoberfläche ansammeln. Einschränkend urteilte hingegen das Landgericht Dortmund: Erforderlich sei es, dass die normalerweise trocken liegenden Fläche eine Bodenfläche im Sinne einer mit dem Erdboden niveaugleichen Fläche sei. Wegen fehlender Niveaugleichheit gelten Flachdächer oder Balkone nicht als „Bodenflächen“. Schäden, welche etwa durch das Eindringen von (Tau-)Wasser über das Dach hervorgerufen wurden, seien daher durch Gebäudeversicherungen nicht gedeckt. Es fehle bereits an einer Überflutung, sofern es nicht zu einer Ansammlung von Wasser auf der Geländeoberfläche gekommen ist. Aber auch eine Überschwemmung von Terrassen gilt nicht als Versicherungsschaden (trotz der Niveaugleichheit mit dem Erdboden). Den Begriff Überschwemmung fasst das LG Nürnberg-Fürth weiter.

## Belege
1. ↑  Axel Bojanowski: Zehn Fakten zur Flut. Spiegel Online. 6. Juni 2013
2. ↑  Starkregen: Die unterschätzte Gefahr. Fernsehdokumentation. NDR Fernsehen. 7. Oktober 2019. 45 Minuten.
3. ↑  ZÜRS Geo. Gesamtverband der Deutschen Versicherungswirtschaft e. V. GDV, abgerufen am 29. Januar 2021.
4. ↑  IAWG - Projekte. Ingenieurhydrologie, Angewandte Wasserwirtschaft und Geoinformatik, abgerufen am 29. Januar 2021.
5. ↑  § 72 Abs. 1 Satz 1 WHG. Abgerufen am 29. Januar 2021.
6. ↑  BGH, Urt. v. 20. April 2005 – IV ZR 252/03.
7. ↑  LG Dortmund, Urt. v. 4. Juli 2012 – 2 O 452/11.
8. ↑  LG Nürnberg-Fürth, Urt. v. 26. Juli 2012 – 8 O 9839/10.